# Agrius convolvuli
Agrius convolvuli, conhecida pelo nome vulgar de borboleta-colibri, é uma espécie de insetos lepidópteros, mais especificamente de traças, pertencente à família Sphingidae.
A autoridade científica da espécie é Linnaeus, tendo sido descrita no ano de 1758.
Trata-se de uma espécie presente no território português e é um bom exemplo de uma espécie do Outono, pois aí voa nessa altura do ano. 
Alimentam-se geralmente em voo como o colibri, a ave de onde vem o nome comum, e apresenta um proboscide (tromba) enorme, o que o permite alimentar-se em flores com corola alongada.
As lagartas alimentam-se de plantas como a Glória da manhã (Convolvulaceae), leguminosas, etc.

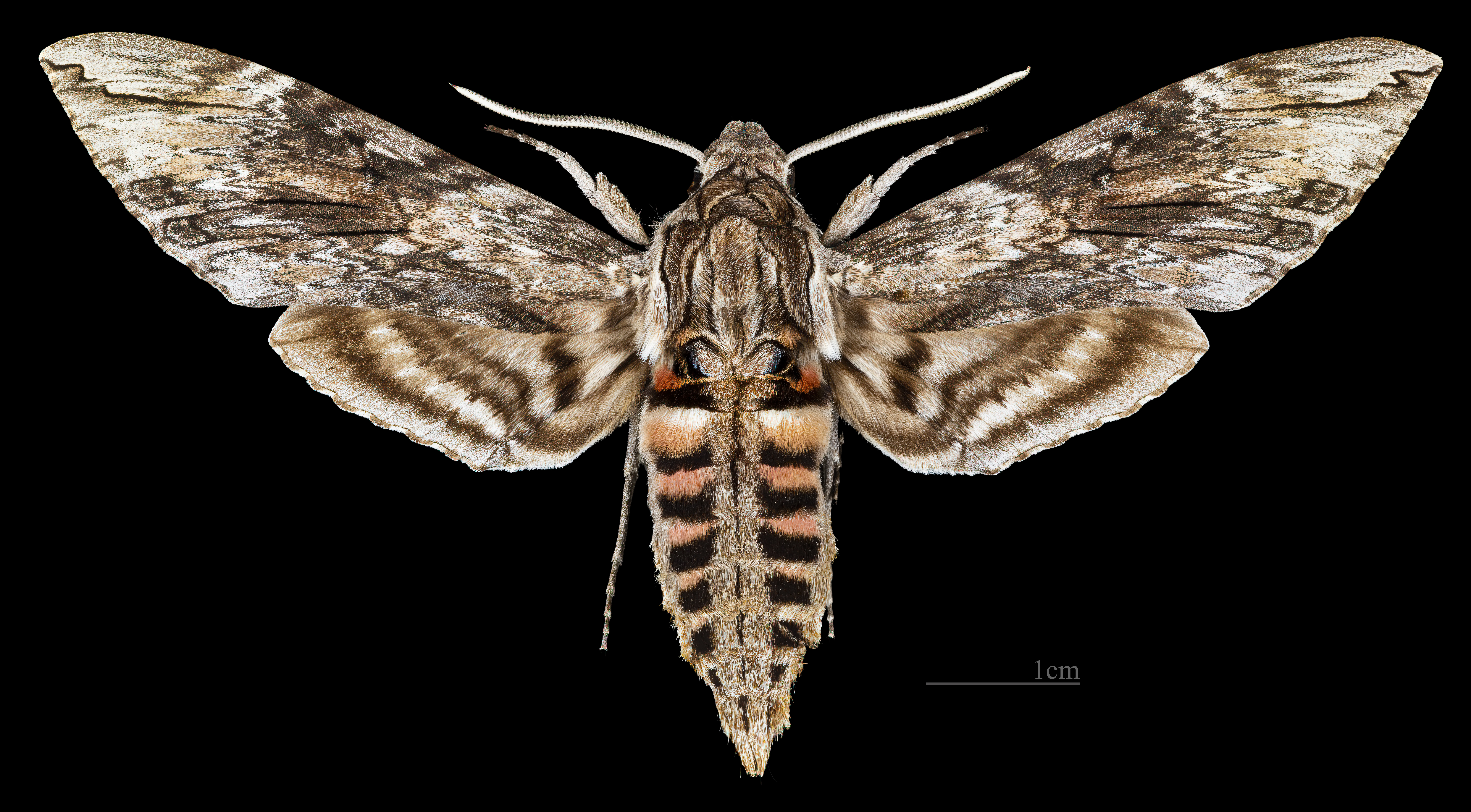
♂
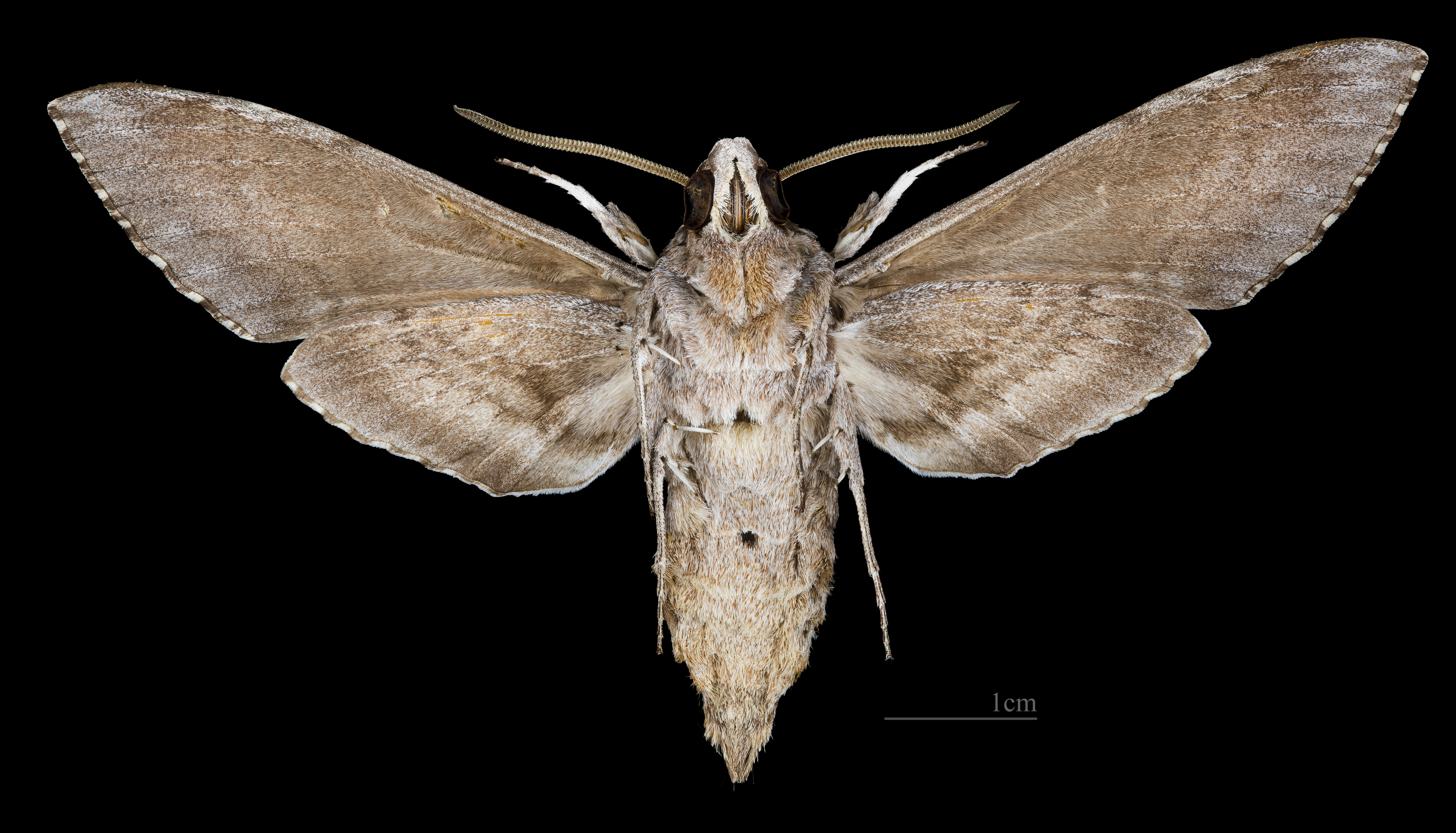
♂ △
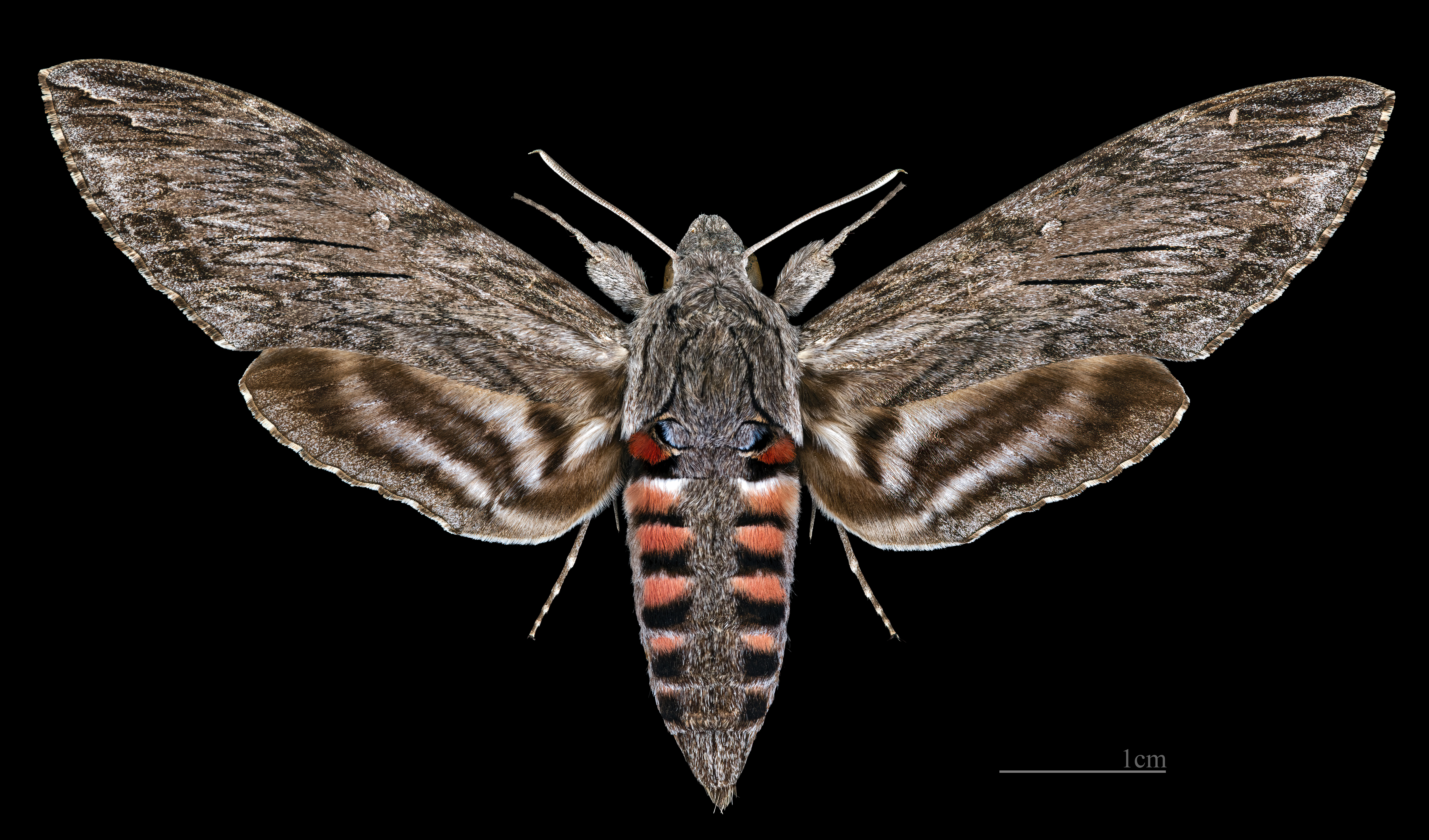
♀
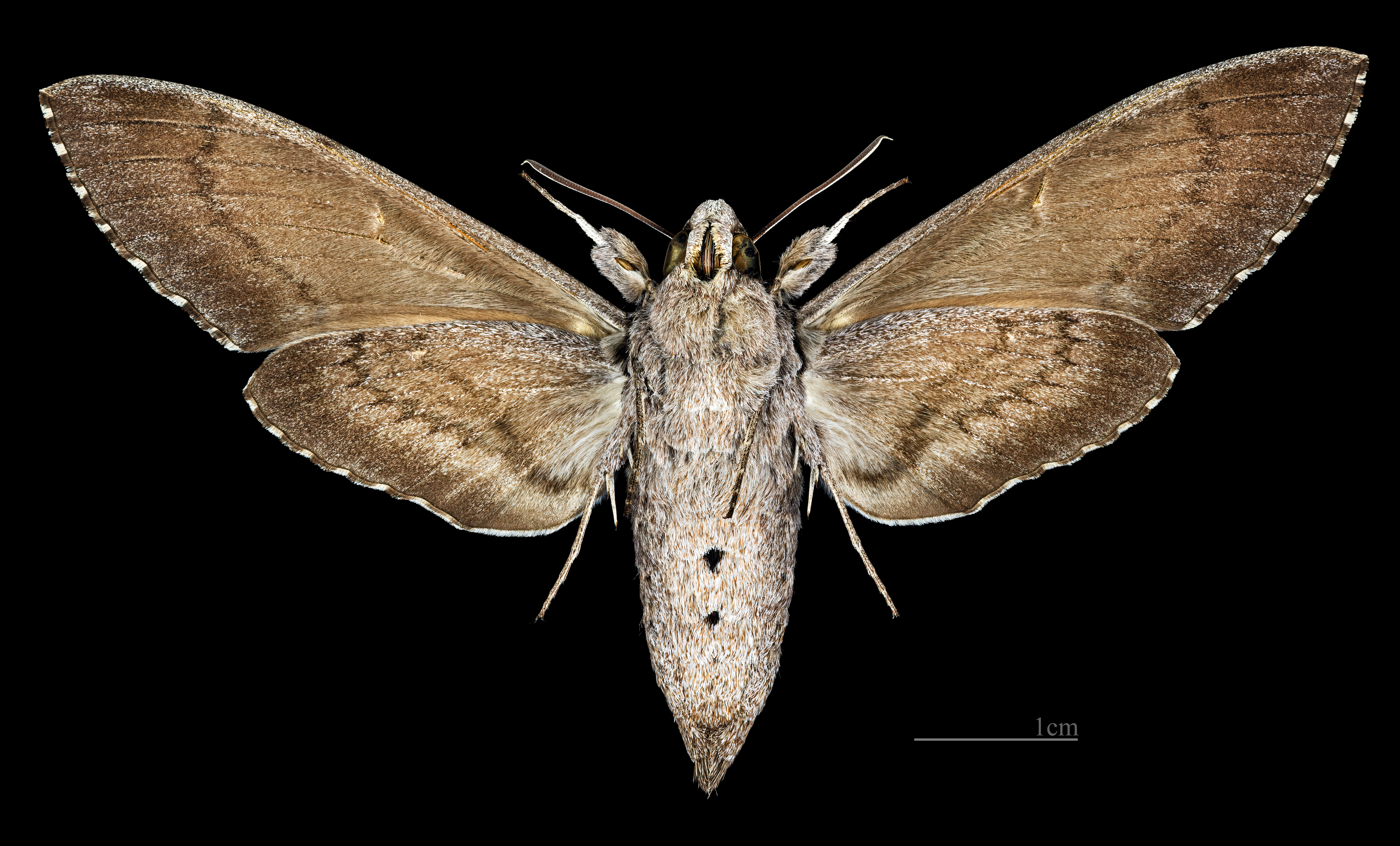
♀ △